# سامانه آبیاری اوبر هارتس
سامانه آبیاری اوبر هارتس (به آلمانی: Oberharzer Wasserregal) یک سامانه از سدها، مخازن، خندق‌ها و ساختارهای دیگر است که بسیاری از آن‌ها برای منحرف کردن برای چرخ‌های آبی و ذخیره آب از سده ۱۶ تا سده ۱۹ ساخته شده‌اند.
این سامانه یکی از بزرگترین و مهم‌ترین سیستم‌های مدیریت آب تاریخی در جهان است. این مکان از سال ۱۹۷۸ به عنوان اثری تاریخی فرهنگی مورد حفاظت قرار گرفته‌است.
و برخی از این سدها هنوز مورد استفاده هستند و نقش مهمی در جلوگیری از سیل‌ها و تأمین آب آشامیدنی دارند. این سامانه مدیریت آب در سال ۱۹۹۲ در فهرست میراث جهانی یونسکو به ثبت رسیده‌است.

## نگارخانه

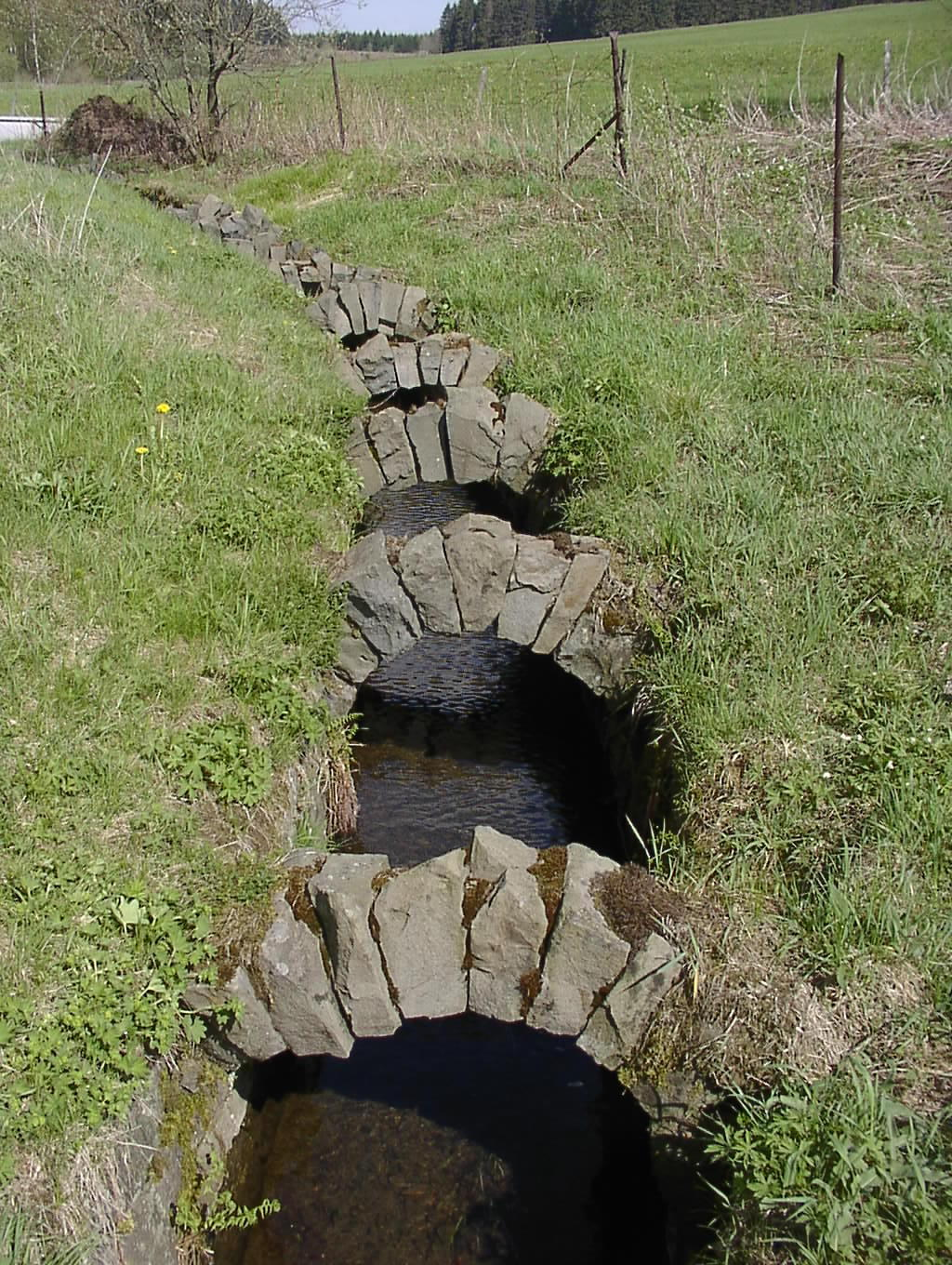
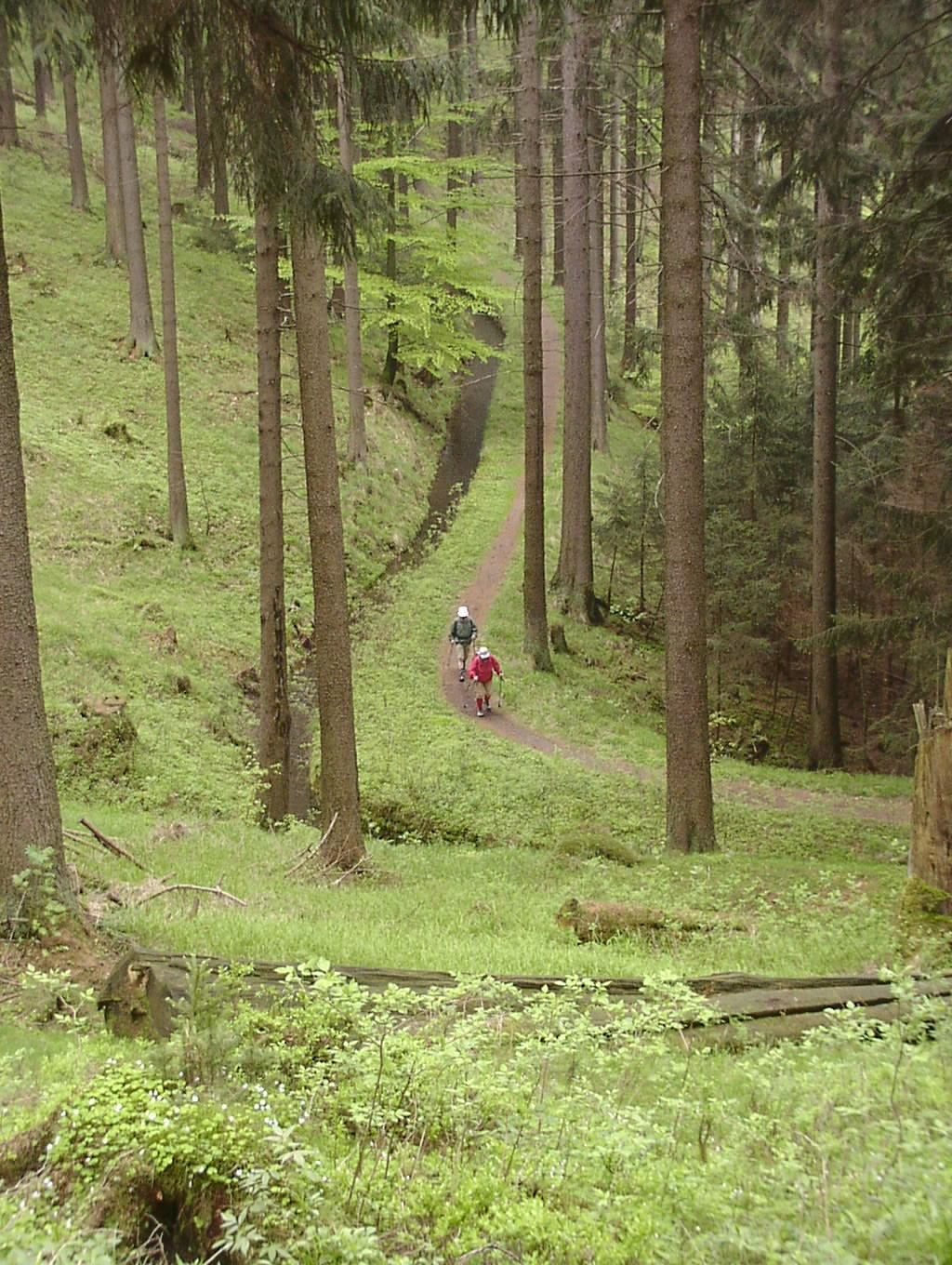
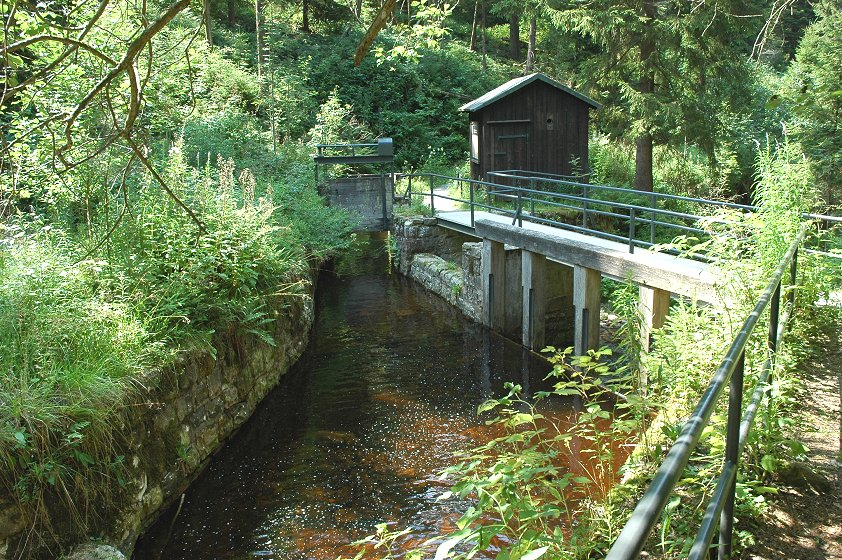
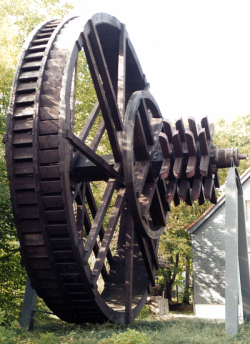